# Laemophloeus dozieri
Laemophloeus dozieri is een keversoort uit de familie dwergschorskevers (Laemophloeidae). De wetenschappelijke naam van de soort werd in 2014 gepubliceerd door Oldfield Thomas.